# دعم قانوني

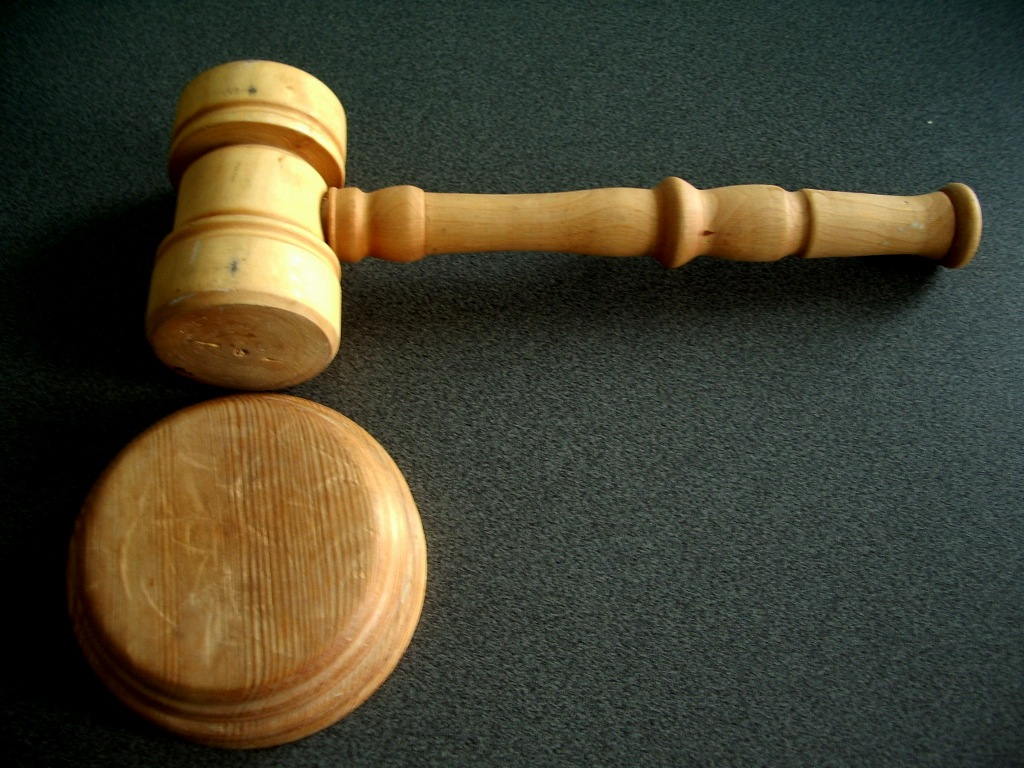

الدعم القانوني أو المساعدة القانونية هي توفير المساعدة للأشخاص الذين لا يستطيعون تحمل التمثيل القانوني والوصول إلى نظام المحاكم. تعتبر المساعدة القانونية أساسية في توفير الوصول إلى العدالة من خلال ضمان المساواة أمام القانون والحق في الاستشارة والحق في الحصول على محاكمة عادلة. تصف هذه المقالة تطور المساعدة القانونية ومبادئها، في المقام الأول كما عُرفت أصلا في أوروبا ورابطة الأمم والولايات المتحدة.
برز عدد من نماذج تقديم المساعدة القانونية، بما في ذلك المحامين المأجورين، والعيادات القانونية المجتمعية ودفع المحامون للتعامل مع قضايا الأفراد الذين يستحقون الحصول على مساعدة قانونية.
تعتبر المساعدة القانونية ضرورية لضمان المساواة للجميع في الوصول إلى العدالة، كما نصت المادة 6.3 من الاتفاقية الأوروبية لحقوق الإنسان فيما يتعلق بقضايا القانون الجنائي. يزيد توفير المساعدة القانونية من قبل الحكومات للمواطنين الذين ليس لديهم الموارد المالية الكافية، من احتمال مساعدتهم من قبل متخصصين قانونيون مجانا (أو بتكلفة أقل من المعتاد) أو تلقي مساعدة مالية، وذلك ضمن حدود إجراءات المحكمة.
تهدف المساعدة القانونية إلى خلق قدر أكبر من العدالة في مجال الممارسات القانونية، إلا أنه غالبا ما تكون المساعدات المقدمة محدودة في جودتها أو تأثيرها الاجتماعي بسبب القيود الاقتصادية التي تملي من يمكنه الوصول إلى هذه الخدمات، وحيث تقع الخدمات المذكورة أعلاه جغرافيا.

## التاريخ
ترتبط المساعدة القانونية ارتباطا وثيقا بدولة الرفاهية، وتتأثر المساعدة القانونية التي توفرها الدولة بالمواقف تجاه الرعاية الاجتماعية. المساعدة القانونية هي توفير الرعاية الاجتماعية من الدولة للأشخاص الذين لم يتمكنوا من الحصول على استشارة قانونية من النظام القانوني. تساهم المساعدة القانونية في ضمان تطبيق أحكام الرعاية الاجتماعية من خلال تفويض الأشخاص بالحصول على أحكام الرعاية الاجتماعية، مثل الإسكان الاجتماعي، مع حق الحصول على مشورة قانونية وحق الوصول إلى المحاكم.
لعبت المساعدة القانونية عبر التاريخ دورا قويا في ضمان احترام الحقوق الاقتصادية والاجتماعية والثقافية العاكفة على الضمان الاجتماعي والإسكان والرعاية الاجتماعية وتوفير الخدمات الصحية والتعليمية، والتي يمكن تقديمها علنا أو بشكل خاص، وكذلك قانون العمل وتشريعات مناهضة التمييز. يجادل القانونيون مثل ماورو كابيليتي بأن المساعدة القانونية ضرورية لتوفير سبل وصول الأفراد إلى العدالة، عن طريق السماح بالتطبيق القانوني للحقوق الاقتصادية والاجتماعية والثقافية. وتطورت وجهات نظره في النصف الثاني من القرن العشرين، عندما أنشأت الديمقراطيات ذات الاقتصادات الرأسمالية دول الرفاه الليبرالية التي ركزت على الفرد. حيث عملت هذه الدول كمتعهدة –كما عمل مقدمو الخدمات- ضمن فلسفة تعتمد على السوق تؤكد على أن المواطن مستهلك. وقد أدى ذلك إلى التركيز على تقوية الأفراد في الوصول لتحقيق حقوق الجميع.
أكدت مطبوعات المساعدة القانونية قبل منتصف القرن العشرين، على التطبيق المشترك للحقوق الاقتصادية والاجتماعية والثقافية. وعندما بُنيت دول الرفاهية الكلاسيكية في الأربعينيات وبعد الحرب العالمية الثانية، كان المبدأ الأساسي هو أن للمواطنين مسؤولية مشتركة في الحقوق الاقتصادية والاجتماعية والثقافية، وتكفلت الدولة مسؤولية أولئك غير القادرين على إعالة أنفسهم خلال المرض والبطالة. كان من المفروض أن يكون تطبيق الحقوق الاقتصادية والاجتماعية والثقافية جماعيا، من خلال السياسات أكثر من أن تكون من خلال الإجراءات القانونية الفردية.
شُرعت قوانين لدعم أحكام الرعاية الاجتماعية، على الرغم من أنها كانت تعتبر قوانين للمخططين وليس للمحامين. وُضعت مخططات للمساعدة القانونية، التي افترضت أن الدولة مسؤولة عن مساعدة المتورطين في المنازعات القانونية، لكنها ركزت بداية بشكل أساسي على قانون الأسرة والطلاق.
تغير دور دولة الرفاهية في الخمسينات والستينات، ولم تعد تُفترض الأهداف الاجتماعية كأهداف مشتركة. وكان للأفراد حرية السعي وراء أهدافهم الخاصة. توسعت دولة الرفاهية في هذا الوقت، كما توسعت أحكام المساعدة القانونية، وبرز القلق من سلطة مقدمي الرعاية والمهنيين. زاد الطلب على حق الأفراد في تطبيق الحقوق الاقتصادية والاجتماعية والثقافية بشكل قانوني وأحكام الرعاية الاجتماعية التي استحقوها كأفراد. ظهرت آليات تمكن المواطنون من خلالها من تطبيق حقوقهم الاقتصادية والاجتماعية والثقافية بشكل قانوني، واستخدم محامو الرعاية الاجتماعية المساعدة القانونية لتقديم النصح لذوي الدخل المنخفض عند التعامل مع موظفي الدولة. امتدت المساعدة القانونية من قانون الأسرة لتشمل مجموعة واسعة من الحقوق الاقتصادية والاجتماعية والثقافية.
لم يعد من الضروري اعتبار دور دولة الرفاهية الكلاسيكية إيجابيا في الثمانينات، وازداد توفير الرعاية الاجتماعية من قبل وحدات خاصة. وازداد تقديم المساعدة القانونية من خلال مقدمي الخدمات الخاصين، لكنهم ظلوا يركزون على تقديم المساعدة في قضايا المحكمة. يُنظر إلى المواطنين بشكل متزايد على أنهم مستهلكين، ينبغي عليهم معرفة الاختيار بين الخدمات. يُمنح المواطنون حق التعبير عن استيائهم من خلال عمليات تقديم الشكاوى الإدارية، عندما لا يمكن تقديم لهم هذا الخيار.
أدى ذلك إلى توتر، حيث لم تُصميم المساعدة القانونية لتقديم المشورة لأولئك الذين يبحثون عن التعويض من خلال عمليات الشكاوى الإدارية. كما بدأت التوترات في الظهور كدول شددت على التطبيق الفردي للحقوق الاقتصادية والاجتماعية والثقافية للأفراد، بدلا من التطبيق المشترك من خلال السياسات، وخفض التمويل للمساعدة القانونية كاعتماد دولة الرفاهية. يتطلب التطبيق الفردي لاستحقاقات الرعاية الاجتماعية نوعا من تمويل الدولة للمساعدات القانونية مع التأكيد على أن التطبيق المشترك هو أكثر ترجيحا لتوفيره.

## حركات المساعدة القانونية
تعود جذور المساعدة القانونية تاريخيا إلى حراك الحق في الاستشارة والحق في محاكمة عادلة لدول القارة الأوروبية في القرن التاسع عشر. تنازلت «قوانين الرجل الفقير» عن الرسوم القضائية للفقراء ونصت على تعيين محامين مأجورين لأولئك الذين لا يستطيعون تحمل نفقات المحامي. كان التوقع بداية هو أن يتصرف المحامون المأجورون للمصلحة العامة.
لم يكن للعديد من الدول الأوروبية في أوائل القرن العشرين أي نهج رسمي للمساعدة القانونية، واعتمد الفقراء على صدقة المحامين. واتجهت معظم الدول لوضع قوانين تنص على دفع رسوم معتدلة للمحامين المأجورين. واقتصرت المساعدة القانونية على تكاليف المحامي في الإجراءات القضائية التي تتطلب محامي. تتولى البلدان التي لديها نظام القانون المدني وأنظمة القانون العام مناهج مختلفة للحق في الاستشارة القانونية في الإجراءات المدنية والجنائية. وتشدد بلدان القانون المدني كما هو مرجح على الحق في الاستشارة القانونية في الإجراءات المدنية، وبالتالي تقدم المساعدة القانونية عندما يتطلب الأمر محامي. تؤكد بلدان القانون العام في المقام الأول على الحق في الاستشارة القانونية وتقديم المساعدة القانونية فيما يتعلق بالإجراءات الجنائية.
ظهرت نقابات حرفية وأحزاب عمالية تحدت السياسات الاجتماعية للحكومات استجابة للتصنيع السريع في أواخر القرن التاسع عشر في أوروبا. وتمكنوا من إبرام قوانين لتزويد العمال بالحقوق القانونية في حالات المرض أو الحوادث، في محاولة لمنع العمل الصناعي من قبل العمال الصناعيين. بدأت النقابات العمالية بدورها في تقديم المشورة القانونية للعمال حول حقوقهم الاقتصادية والاجتماعية والثقافية الجديدة. وازداد الطلب على هذه الخدمات، وبدأت العديد من الحكومات بتقديم المساعدة القانونية بحلول أوائل القرن العشرين، في محاولة لتزويد العمال بمشورة غير حزبية.
تطورت المساعدة القانونية مع المبادئ التقدمية في القرن العشرين. دُعمت غالبا من قِبل أعضاء مهنة المحاماة الذين شعروا أنه من مسؤوليتهم رعاية ذوي الدخل المنخفض. دُفعت المساعدة القانونية بما يمكن أن يقدمه المحامون لتلبية «الاحتياجات القانونية» لأولئك الذين عُرفوا بأنهم فقراء أو مهمشين أو متعرضين للتمييز. وفقا لما ذكره فرانسيس ريغان، فإن توفير المساعدة القانونية مدفوعة بالعرض وليس بالطلب، مما يؤدي إلى فجوات واسعة بين التدابير التي تقابل الاحتياجات المحسوسة والطلب الفعلي. وغالبا ما تضطر مبادرات الخدمات القانونية، مثل الوساطة في الحي والخدمات القانونية، إلى الإغلاق بسبب قلة الطلب، بينما يتهافت العملاء على أخرى.